# Ovis canadensis auduboni
Cừu núi sừng lớn Badlands (Danh pháp khoa học: Ovis canadensis auduboni) là một phân loài của loài Ovis canadensis. Chúng cũng thường được gọi là cừu sừng lớn Audubon là một phân loài đã tuyệt chủng. 

## Tổng quan
Trong khi trước đây của hai tên dùng để chỉ Badland nó có một phạm vi đó bao gồm Montana, Wyoming, Nebraska, Nam Dakota, và Bắc Dakota. Một số nguồn tin khẳng định rằng các phân loài đã bị săn bắt đến tuyệt chủng vào đầu những năm 1900, một số mà các phân loài tồn tại miễn là năm 1926
Và một số mà nó không duy nhất phân loài cừu mà là biến thể của cừu Rocky rộng rãi là cừu núi sừng lớn, những nghiên cứu sau không hỗ trợ sự tồn tại của các cừu sừng lớn Badlands như là một phân loài khác biệt. Cừu núi sừng lớn đã thay thế các phân loài trong môi trường sống trước đây của nó.

## Đặc điểm chung
Chúng có màu từ nâu nhạt đến xám hoặc đen, nâu chocolate, với một mông trắng và lót trên lưng của cả bốn chân. Con đực thường nặng từ 127-316 lb (58–143 kg) và cao từ 36-41 in (91–104 cm) tính đến vai, và 69-79 in (180–200 cm) với chiều dài từ mũi tới đuôi.
Con cái nặng từ 75-188 lb (34–85 kg), dài 30-36 in (76–91 cm) và 54-67 in (140–170 cm) chiều dài. Cừu đực có lõi sừng lớn, mở rộng xoang và trán, và vách xương bên trong. Những thích nghi phục vụ để bảo vệ não bằng cách hấp thụ các tác động của các cuộc đụng độ. 

## Tập tính
Chúng từng sống thành từng đàn lớn, và thường không tuân theo một con đực lãnh đạo duy nhất, không giống như các con cừu mouflon, tổ tiên của những con cừu nhà, trong đó có một hệ thống phân cấp thống trị nghiêm ngặt. Trước khi mùa giao phối các con cừu đực cố gắng để thiết lập một hệ thống phân cấp thống trị để xác định quyền tiếp cận với cừu cái để giao phối.
Trong thời gian này, hầu hết các sừng va chạm đặc trưng xảy ra giữa các đực, mặc dù hành vi này có thể xảy ra với một mức độ giới hạn trong suốt cả năm. Hai đối thủ cạnh tranh đi ra xa nhau và sau đó lần lượt đối mặt với nhau khác trước khi nhảy và bạng vào nhau.